# Donax fossor
Donax fossor är en musselart som beskrevs av Thomas Say 1822. Donax fossor ingår i släktet Donax och familjen Donacidae. Inga underarter finns listade i Catalogue of Life.